# Gergebili járás
A Gergebili járás (oroszul: Гергебильский район) Oroszország egyik járása Dagesztánban. Székhelye Gergebil.

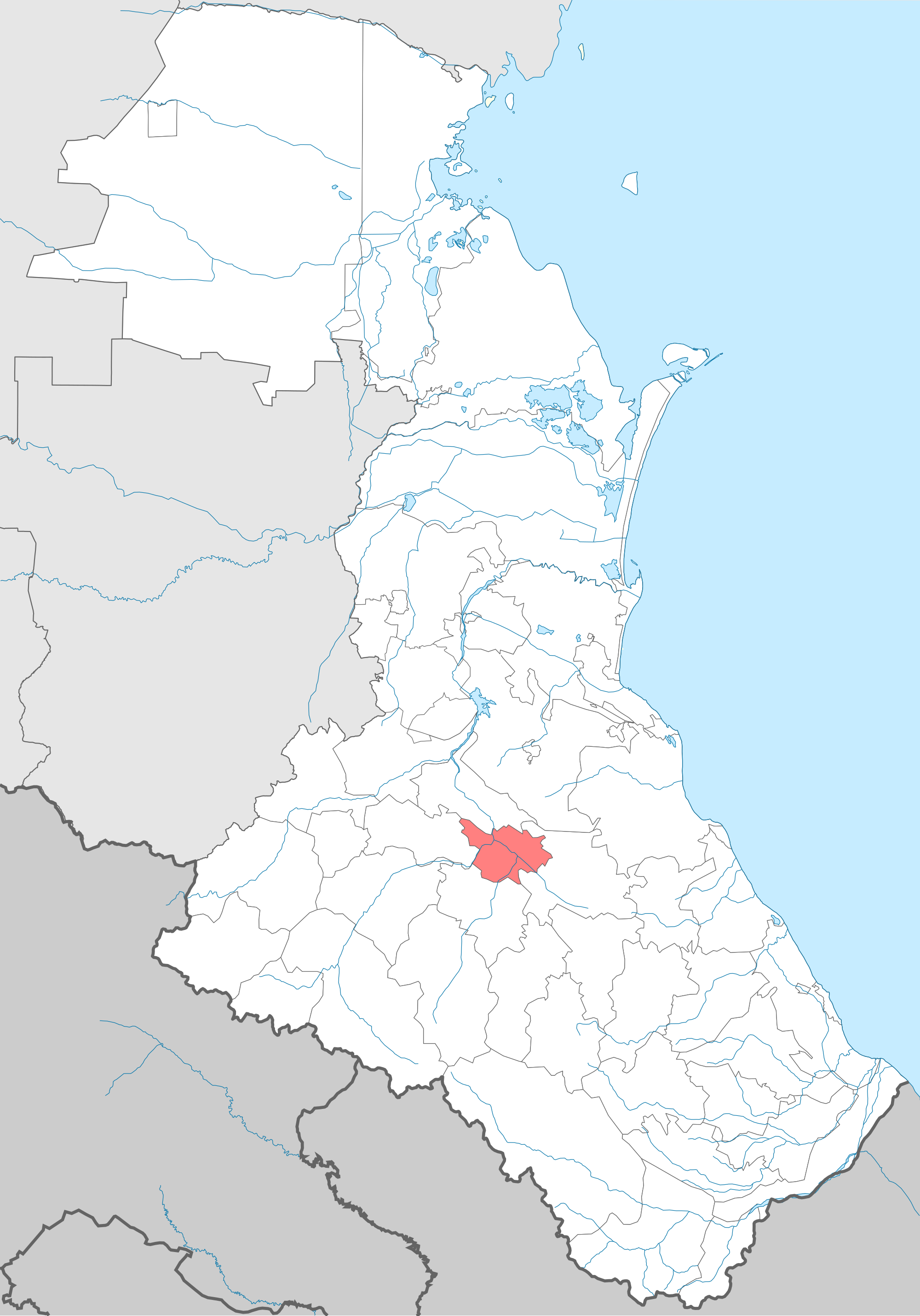
A Gergebili járás Dagesztánban

## Népesség
- 1989-ben 12 336 lakosa volt, melyből 12 248 avar (99,3%), 42 orosz, 15 dargin, 6 lezg, 5 kumik, 2 lak, 1 csecsen, 1 nogaj.
- 2002-ben 18 366 lakosa volt, melyből 18 265 avar (99,5%), 33 dargin, 16 orosz, 13 lak, 8 kumik, 8 lezg, 7 tabaszaran, 1 azeri, 1 csecsen, 1 nogaj.
- 2010-ben 19 910 lakosa volt, melyből 19 760 avar (99,2%), 23 orosz, 8 dargin, 4 kumik, 1 azeri, 1 csecsen, 1 lak, 1nogaj, 1 tabaszaran.